# Bretten
Bretten – miasto w Niemczech, w kraju związkowym Badenia-Wirtembergia, w rejencji Karlsruhe, w regionie Mittlerer Oberrhein, w powiecie Karlsruhe, siedziba wspólnoty administracyjnej Vereinbarte Verwaltungsgemeinschaft Bretten.
Leży w Kraichgau, nad rzeką Saalbach, ok. 25 km na wschód od Karlsruhe, przy drogach krajowych B293, B294, B35 i linii kolejowej Bruchsal – Mühlacker; Bruchsal – Heilbronn; Karlsruhe –Bretten.
W mieście znajduje się stacja kolejowa Bretten.

## Współpraca
Miejscowości partnerskie:
- Bellegarde-sur-Valserine, Francja
- Condeixa-a-Nova, Portugalia
- Hemer, Nadrenia Północna-Westfalia
- Hidas, Węgry (kontakty utrzymuje dzielnica Diedelsheim)
- Longjumeau, Francja
- Nemesnádudvar, Węgry (kontakty utrzymuje dzielnica Neibsheim)
- Neuflize, Francja (kontakty utrzymuje dzielnica Neibsheim)
- Pontypool, Wielka Brytania
- Wittenberga, Saksonia-Anhalt

## Galeria

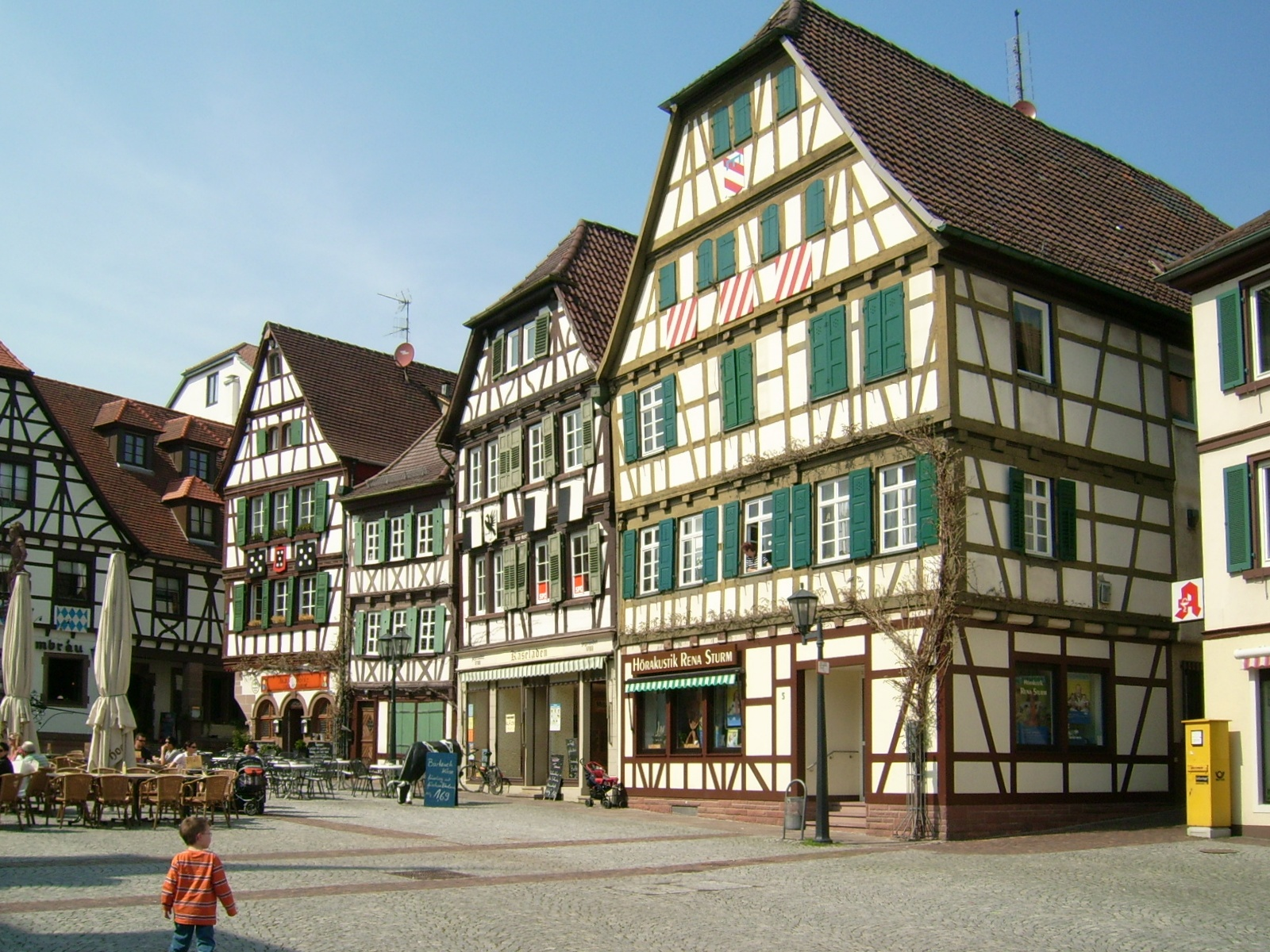
Rynek
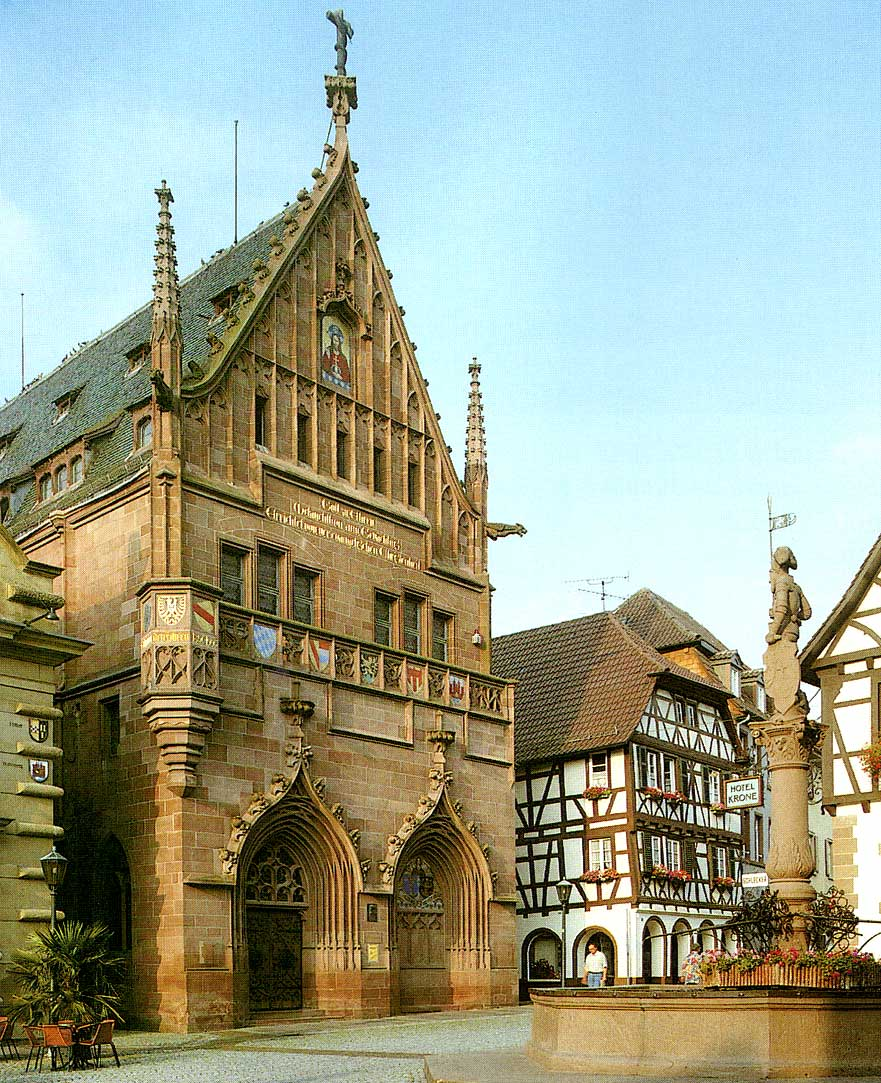
Rynek
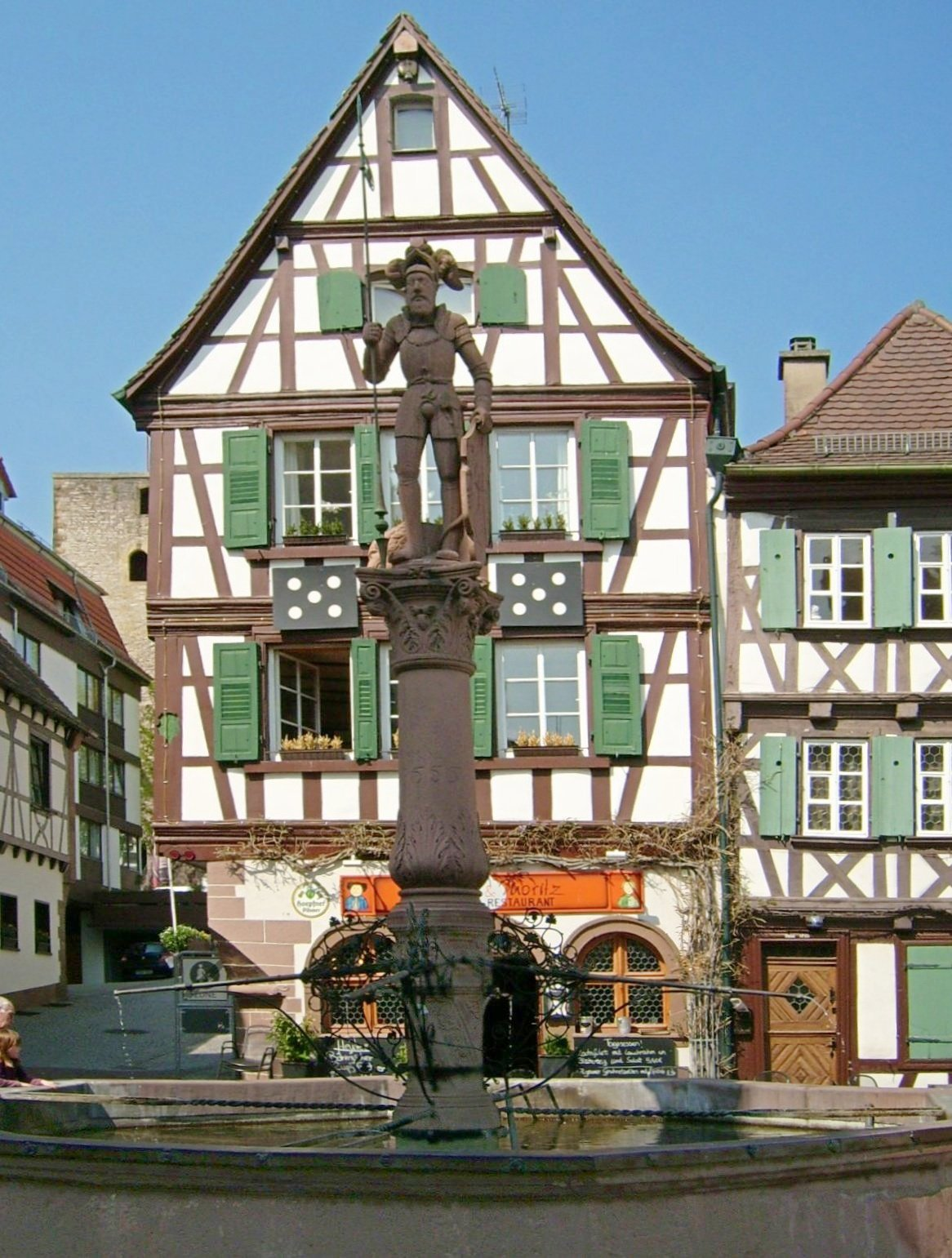
Fontanna